# Abraxas confluentaria
Abraxas confluentaria là một loài bướm đêm trong họ Geometridae.